# Abdi İpekçi
 (mai 2016).
Si vous disposez d'ouvrages ou d'articles de référence ou si vous connaissez des sites web de qualité traitant du thème abordé ici, merci de compléter l'article en donnant les références utiles à sa vérifiabilité et en les liant à la section « Notes et références ».
Abdi İpekçi né le 9 août 1929 à Istanbul et abattu le 1 février 1979 à Istanbul, était un journaliste turc. Il a été le rédacteur en chef du quotidien Milliyet à partir de 1959, en en faisant l'un des plus influents journaux turcs. Ses prises de position en faveur des mouvements de gauche ont été largement critiquées par les mouvements d'extrême-droite turcs et il fut abattu le 1 février 1979 devant son domicile à Istanbul par Mehmet Ali Ağca, le même homme qui blessera grièvement  le pape Jean-Paul II en mai 1981